# مارتن راينوف
مارتن راينوف (بالبلغارية: Мартин Райнов)‏ (25 أبريل 1992 بغابروفو في بلغاريا - ) هو لاعب كرة قدم بلغاري في مركز الوسط. شارك مع منتخب بلغاريا تحت 21 سنة لكرة القدم. أما مع النوادي، فقد لعب مع او في سي سليفن 2000 ونادي بيروي ستارا زاغورا ونادي لوكوموتيف بلوفديف وPFC Bansko ‏ وإتار 1924 فيليكو ترنوفو ‏ وFC Lokomotiv Gorna Oryahovitsa ‏ وFC Haskovo ‏.

## وصلات خارجية
- مارتن راينوف على موقع الاتحاد الدولي (مؤرشف)  (الإنجليزية)
- مارتن راينوف على موقع الاتحاد الأوربي (الإنجليزية)
- مارتن راينوف على موقع قاعدة بيانات كرة القدم.إي يو (الإنجليزية)
- مارتن راينوف على موقع ناشيونال فوتبول تيمز (الإنجليزية)
- مارتن راينوف على موقع Soccerway.com (الإنجليزية)
- مارتن راينوف على موقع عالم كرة القدم.نت (الإنجليزية)